# Kostel svatého Martina (Široká Niva)
Kostel svatého Martina v obci Široká Niva (okres Bruntál) je farní kostel, který byl dostavěn v roce 1721 a je kulturní památka České republiky.

## Historie
První písemná zmínka o obci Široká Niva je z roku 1278. Kostel byl dostavěn v roce 1721 na území tehdejšího Bretnova, knížetem Antonem Florianem Lichtenštejnem. Kolem kostela je postavená zděná hřbitovní zeď z roku 1724. Součástí areálu je fara z 16. století, upravovaná v barokním slohu a doplněná empírovou fasádou.
V roce 2007 bylo investováno do opravy kostela 100 000 Kč z havarijního programu a z Programu obnovy kulturních památek a památkově chráněných nemovitostí Moravskoslezského kraje 400 000 Kč.
Z Programu obnovy kulturních památek a památkově chráněných nemovitostí Moravskoslezského kraje na rok 2008 bylo uvolněno na opravu střechy kostela sv. Martina (bočních kaplí a kněžiště) 380 000 Kč.
Kostel svatého Martina patří Římskokatolické farnosti Široká Niva, Děkanát Krnov.

## Popis
Jednolodní podélná zděná barokní stavba. Osově v průčelí vyrůstá hranolová věž.
Výzdoba kostela pochází od malíře A. Griepela (z roku 1777 hlavní oltář), obrazy Klanění pastýřů, Narození Panny Marie a Křížová cesta od F. A. Sebastiniho, kazatelna, hlavní oltář a sochy čtyř evangelistů v kněžišti jsou od Jana Schuberta.
Zvon z roku 1751, ulitý olomouckým zvonařem Schwannem o průměru 42 cm, byl přenesen z kaple Antonína Paduánského ve Skrbovicích. Zvon nese dva nápisy na čepci: S. MARIA ET S. IOSEPHE ORATE PRO NOBIS a na věnci: MICH HAT GEGOSSEN MELCHIOR SCHWANN IN OLMITZ ANNO 1751.